# José González Igual
José González Igual fue un historietista español (Valencia, 1938-1985). 

## Biografía
José González inició su carrera en 1956 trabajando para Maga, donde se encargó de rematar Dan Barry, el Terremoto, además de realizar almanaques para Lirio, Pacho Dinamita y Tony y Anita.
Realizó luego más cuadernillos del género western para otras editoriales, Yuki, el Temerario (1958) para Valenciana y Jalisco (1963) para Bruguera, pero trabajó sobre todo para el mercado exterior a través de agencias.
Casó con Mª Teresa Alzamora, quien entintaría algunas de sus obras.
En 1977 publicó en la revista de terror "Tarot".

## Obra
| Años | Título                              | Guionista       | Tipo   | Publicación |
| ---- | ----------------------------------- | --------------- | ------ | ----------- |
| 1954 | Dan Barry, el Terremoto núms. 68-76 | Pedro Quesada   | Serial | Maga        |
| 1958 | Yuki, el Temerario                  | Federico Amorós | Serial | Valenciana  |
| 1963 | Jalisco                             |                 | Serial | Bruguera    |